# Musée de la préhistoire de Lussac-les-Châteaux
Le musée de la préhistoire de Lussac-les-Châteaux, ou musée Raymond Touchard, est un musée consacré à la Préhistoire et plus particulièrement au Paléolithique supérieur, situé à Lussac-les-Châteaux, dans la Vienne. Le musée présente notamment des pierres gravées magdaléniennes, des outils lithiques et osseux, des éléments de parure, des ossements de faune qui ont été découverts dans les grottes ou abris de la région.

## Historique

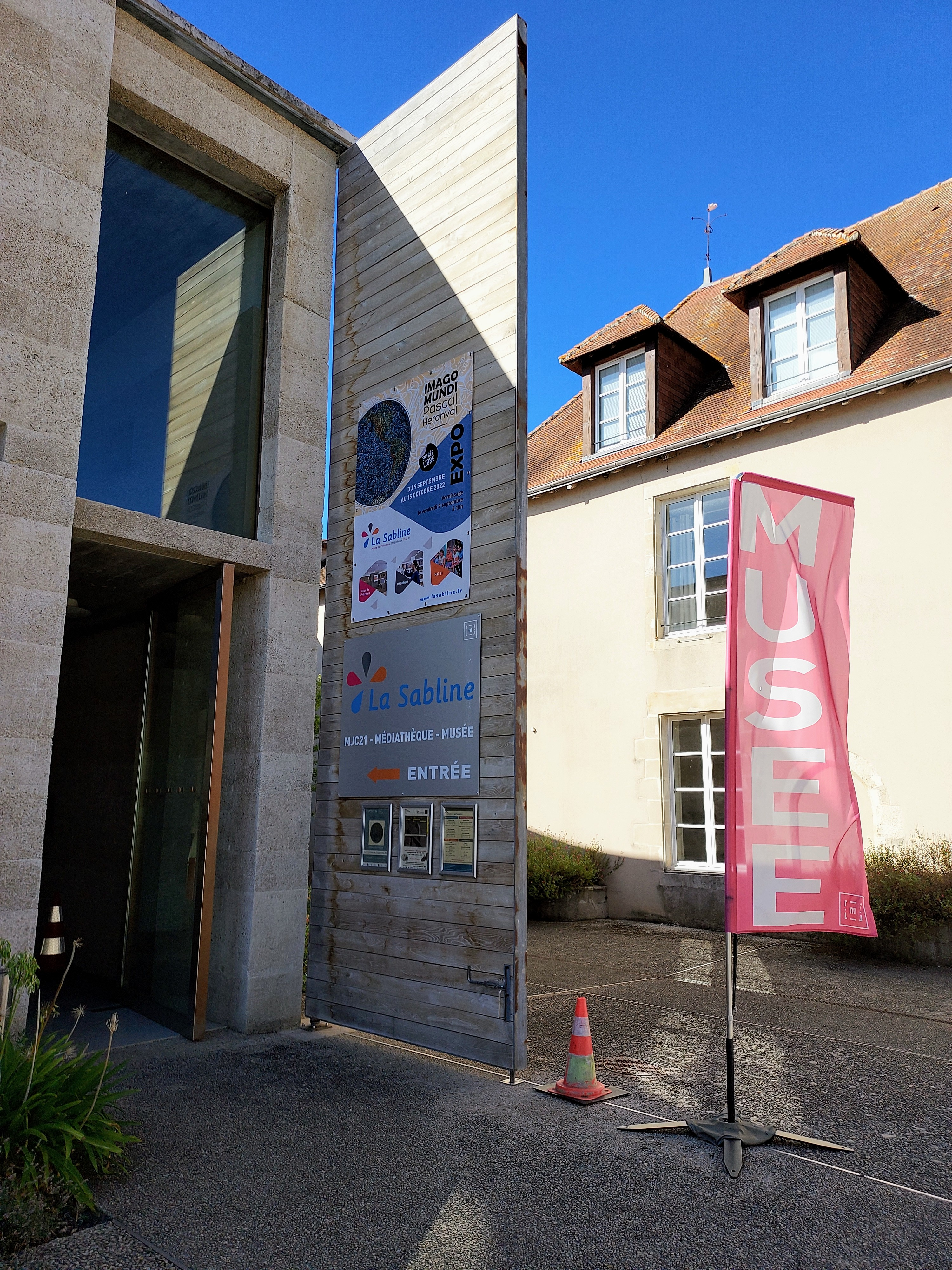
Entrée du musée en 2022

En 1979 l’association Les Amis du Pays de Lussac est fondée avec pour objectif de créer un musée de la préhistoire dans la ville. C'est Raymond Touchard, dont le nom sera donné au futur musée, qui est à l’initiative du projet. Les premières collections sont constituées par des chercheurs qui ont effectué des fouilles sur les sites préhistoriques locaux.
Le musée voit le jour et ouvre ses portes au public pour la première fois en 1982. Il est alors logé dans un bâtiment appelé le Grand logis Renaissance, situé rue Saint-Michel, avec une surface de 360 m2 d'exposition permanente. Il devient un musée municipal en 1986. L'association des Amis du Pays de Lussac est dissoute, et quelques années plus tard, en 2000, la gestion du musée est confiée à la Maison des Jeunes et de la Culture (MJC). Le musée reçoit ensuite différents dons qui vont enrichir les collections.
En 2001, le nouveau conseil municipal décide de restructurer le musée. La commune de Lussac-les-Châteaux lance un concours d'architectes en 2005, et c'est un cabinet de Niort, associé à l’équipe des muséographes de l’entreprise Ducks scéno, à Paris, qui s'occupe du projet. Les plans du futur bâtiment sont validés en 2007, et le chantier débute en 2010. Le nouveau musée de Préhistoire est inauguré le 29 mai 2010 au sein de La Sabline, un pôle culturel réunissant le musée, la médiathèque et la Maison des Jeunes et de la Culture, la MJC 21. Le musée obtient le label « Musée de France » en 2006.

## Description
Le musée est divisé en cinq parties. La première est consacrée à la recherche archéologique et au contexte historique des découvertes préhistoriques de la région. La deuxième partie du musée aborde le contexte climatique et l'environnement dans lequel vivaient les humains au Paléolithique. La troisième s'intéresse aux traces laissées par les hommes préhistoriques dans les principaux lieux d’occupation préhistoriques sur une période de 60 000 à 10 000 ans avant le présent. Le quatrième espace montre à quoi pouvait ressembler la vie des Hommes ayant vécu dans la grotte du Bois-Ragot, à Gouex, aux époques magdalénienne et azilienne, en abordant notamment leurs pratiques de chasse et de pêche, leur alimentation, leurs vêtements. La dernière partie du musée est consacrée à la création artistique durant le Paléolithique supérieur et tout particulièrement la gravure.

## Collections
Le musée possède plusieurs milliers d'objets, datés principalement du Paléolithique supérieur, qui ont été trouvés lors des fouilles archéologiques menées depuis la fin du XIXe siècle dans les grottes et abris-sous-roche de Lussac-les-Châteaux et de ses environs, dont notamment la grotte de la Marche.
Les collections comprennent des restes de faune, des éléments de parures comme des perles, et une importante collection de pierres gravées datant de 15000 à 10000 av. J.-C., avec des figurations animales, abstraites et humaines, notamment trouvées dans la grotte de la Marche, mais aussi dans la grotte des Fadets et la grotte du Bois-Ragot. Selon le site officiel du ministère de la Culture, « Ce type de représentations humaines gravées sur mobilier constitue un exemple unique dans le monde de la préhistoire ».